# Willem Holthuizen
Willem Jan Marie Holthuizen (Haarlem, 26 mei 1938) is Nederlands voormalig burgemeester, fractievoorzitter in de Provinciale Staten van Noord-Holland van 50PLUS en voorzitter van deze partij.
Eerder was hij politicus voor de VVD.
Holthuizen studeerde economie en was vanaf 1978 burgemeester van Stad Delden en van 1 november 1985 tot 15 september 2003 burgemeester van Bussum. Bijna een eeuw lang waren de voornaamste burgemeesters van Bussum lid van de ARP. De katholieke Holthuizen werd de eerste VVD-burgemeester van Bussum. Hij werd opgevolgd door zijn partijgenoot Milo Schoenmaker.
Begin 2011 stond Holthuizen op de 13e plaats op de kandidatenlijst van 50PLUS voor de Eerste Kamer. In 2012 verving hij Kees de Lange als fractievoorzitter in de Provinciale Staten van Noord-Holland.
In september 2013 kwam Holthuizen als bestuursvoorzitter van 50PLUS in opspraak nadat hij medeverantwoordelijk was voor het royeren van twee bestuursleden die de beweging Ouderen Politiek Actief hadden opgericht. Naar aanleiding van de commotie stapte hij op.
- Parlement.com: vj8mhgqnsbxz